# Gueudecourt
Gueudecourt är en kommun i departementet Somme i regionen Hauts-de-France i norra Frankrike. Kommunen ligger i kantonen Combles som tillhör arrondissementet Péronne. År 2022 hade Gueudecourt 96 invånare.

## Befolkningsutveckling
Antalet invånare i kommunen Gueudecourt
| Referens: INSEE |